# بریتیش ایروسپیس ۱۴۶

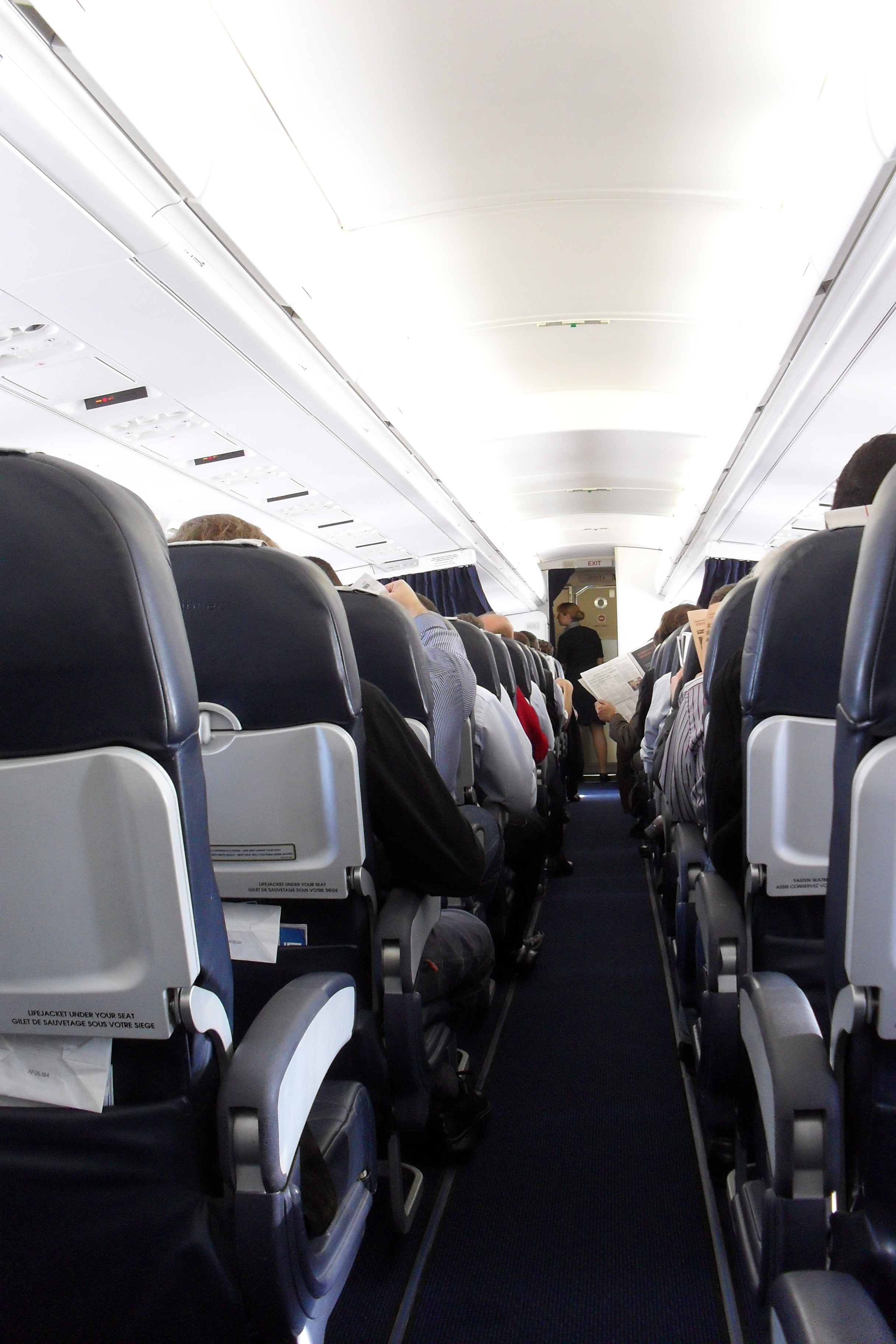
داخل هواپیمای آرجی۸۵

بریتیش ایروسپیس ۱۴۶ (به انگلیسی: British Aerospace 146) همچنین بی‌ای‌ئی ۱۴۶ یک هواپیمای مسافربری متوسط ساخت شرکت بریتیش آئرواسپیس (هم‌اکنون بخشی از بی‌ای‌ئی سیستمز) در کشور انگلیس است. نخستین پرواز آن در سپتامبر ۱۹۸۱ انجام شد و دو سال بعد کاربرد تجاری یافت. در سال ۱۹۹۲، نمونه بهبود یافته این هواپیما با عنوان Avro RJ به بازار آمد. در نهایت ساخت این هواپیما از سال ۲۰۰۱ پس از تولید ۳۸۷ فروند متوقف شد.
این هواپیما دارای چهار موتور توربوفن است که در زیر بال‌های آن قرار گرفته‌اند. این هواپیما به علت بال-بالا بودن، قابلیت عملیات در فرودگاه‌های باند-کوتاه را دارا می‌باشد اما به همین دلیل از راحتی کمتری برخوردار است و در هنگام نشست تکان‌های جانبی بیشتر دارد.
این هواپیما در خطوط هوایی بسیاری مورد استفاده قرار می‌گیرد و در ایران، در ناوگان شرکت‌های هواپیمایی ماهان (۱۱ فروند)، هواپیمایی قشم (۴ فروند)، هواپیمایی یزد (۲ فروند) و هواپیمایی تابان (بازنشسته شده) به کار گرفته شده‌است.